# Varga-Járó Sára
Varga-Járó Sára (Siófok, 1998. augusztus 13. –) magyar színésznő.

## Életpályája
Édesanyja díszlet- és jelmeztervező. A Földessy Margit Színitanodában ismerkedett meg a színészettel. Érettségi után két évig szabadbölcsészetet tanult. 2019-2024 között a Színház- és Filmművészeti Egyetem hallgatója, Novák Eszter és Selmeczi György osztályában. Egyetemi gyakorlatát a Vígszínházban töltötte. 2024-től a társulat tagja.

## Színházi szerepei

### Vígszínház
- Liliomfi (Erzsi)
- Pinokkió (Kanóc)
- A kastély (Pepi)
- Egy szerelem három éjszakája (Júlia)
- 80 nap alatt a Föld körül (Auda hercegnő, anya, szüfrazsett, hindu pap)
- Az imposztor (Pieknowska)
- A nagy Gatsby (Sandacsacsás)
- A diktátor (Anna)
- A padlás (Süni)
- Büszkeség és balítélet (Jane Bennet)

### Pinceszínház
- Szakadékban

## Filmes és televíziós szerepei
- Mesterjátszma (2023) ... Márta[11][12]
- Hogyan tudnék élni nélküled? (2024) ... Major/Tatai Lili
- Szenvedélyes nők (2025) ...Zsófi